# Constant Bens
Constant Bens (ur. 26 listopada 1941 w Antwerpii) – belgijski zapaśnik walczący w obu stylach. Olimpijczyk z Monachium 1972, gdzie zajął 19 i 22. miejsce. Walczył o miejsce w wadze półśredniej i średniej.

## Turniej wMonachium 1972
| Konkurencja          | Walki                       | Walki                | Klas. końcowa |
| Konkurencja          | Przeciwnik I                | Przeciwnik II        | Miejsce       |
| -------------------- | --------------------------- | -------------------- | ------------- |
| 74 kg styl klasyczny | Petros Galaktopulos (GRE) P | Franz Berger (AUT) P | 19.           |

| Konkurencja      | Walki                 | Walki                       | Klas. końcowa |
| Konkurencja      | Przeciwnik I          | Przeciwnik II               | Miejsce       |
| ---------------- | --------------------- | --------------------------- | ------------- |
| 82 kg styl wolny | Peter Neumair (FRG) P | Richard Barraclough (GBR) P | 21.           |